# Željko Franulović

Željko Franulović (13 de junio de 1947) es un exjugador de tenis croata (nacido en Split), recordado mayormente por haber alcanzado la final del Abierto de Francia de 1970 donde perdió ante el checo Jan Kodes.
En la Era Abierta conquistó un total de 9 títulos en individuales (incluido el de Montecarlo en 1970) y 7 en dobles, destacándose por su juego en canchas lentas, jugando 11 de sus 14 finales en torneos sobre esta superficie. Participó en la Copa Masters de 1971 y 1972 terminando en el sexto y quinto lugar respectivamente.
Sus mejores actuaciones en Grand Slam fueron en Roland Garros, donde además de la final de 1970 (donde derrotó a jugadores como Lew Hoad y Arthur Ashe), alcanzó semifinales en 1971 (pierde ante Kodes) y cuartos de final en 1969 (vence a Roy Emerson y pierde ante Tony Roche). En los demás torneos de Grand Slam tuvo pobres actuaciones y nunca pudo superar la tercera ronda. Se retiró en 1983.
Jugó Copa Davis por Yugoslavia entre 1967 y 1980, ausentándose solo en 1972. Su récord en la copa es de 23-15 en individuales y 9-12 en dobles. Su partido más recordado fue en 1970 cuando, luego de vencer a Ilie Nastase en el primer día, derrotó en el quinto punto al rumano Ion Tiriac tras perder los dos primeros sets, por 1-6 5-7 6-4 6-4 6-0 dándole a Yugoslavia la victoria por 3-2 y el pase a la final de la zona Europea frente a España.
Ha sido una importante personalidad en la organización estructural del tenis luego de su retiro. Fue vicepresidente de la ATP a fines los años 1990. Actualmente es el director del torneo de Montecarlo y ha sido director en los torneos de Fráncfort, Ginebra y Zagreb.

## Torneos de Grand Slam

### Finalista Individuales (1)
| Año  | Torneo             | Oponente en la final | Resultado   |
| 1970 | Abierto de Francia | Jan Kodes            | 2-6 4-6 0-6 |

## Títulos oficiales en la Era Abierta (16)

### Individuales (9)
| Grand Slam (0)         |
| Tennis Masters Cup (0) |
| ATP Tour (9)           |

| N.º | Fecha                  | Torneo                       | Superficie        | Oponente en la final | Resultado           |
| --- | ---------------------- | ---------------------------- | ----------------- | -------------------- | ------------------- |
| 1.  | 1969                   | Indianápolis, Estados Unidos | Tierra batida     | Arthur Ashe          |                     |
| 2.  | 13 de abril de 1970    | Montecarlo, Mónaco           | Tierra batida     | Manuel Orantes       | 6-4 6-3 6-3         |
| 3.  | 9 de agosto de 1970    | Kitzbühel, Austria           | Tierra batida     | John Alexander       | 6-4 9-7 6-4         |
| 4.  | 8 de noviembre de 1970 | Buenos Aires, Argentina      | Tierra batida     | Manuel Orantes       | 6-4 6-2 6-0         |
| 5.  | 14 de febrero de 1971  | Nueva York, Estados Unidos   | En pista cubierta | Clark Graebner       | 6-2 5-7 6-4 7-5     |
| 6.  | 1 de marzo de 1971     | Macon, Estados Unidos        | Dura              | Ilie Nastase         | 6-4 7-5 5-7 3-6 7-6 |
| 7.  | 16 de agosto de 1971   | Indianápolis, Estados Unidos | Tierra batida     | Cliff Richey         | 6-3 6-4 0-6 6-3     |
| 8.  | 1 de diciembre de 1971 | Buenos Aires, Argentina      | Tierra batida     | Ilie Nastase         | 6-3 7-6 6-1         |
| 9.  | 26 de abril de 1977    | Múnich, Alemania             | Tierra batida     | Víctor Pecci         | 6-1 6-1 6-7 7-5     |

### Finalista en individuales (5)
- 1969: Buenos Aires (pierde ante Francois Jauffret)
- 1970: Roland Garros (pierde ante Jan Kodes)
- 1971: Bournemouth (pierde ante Gerald Battrick)
- 1971: Tanglewood (pierde ante Jaime Fillol)
- 1975: Hilversum (pierde ante Guillermo Vilas)